# Sarpèdon (fill de Laodamia)

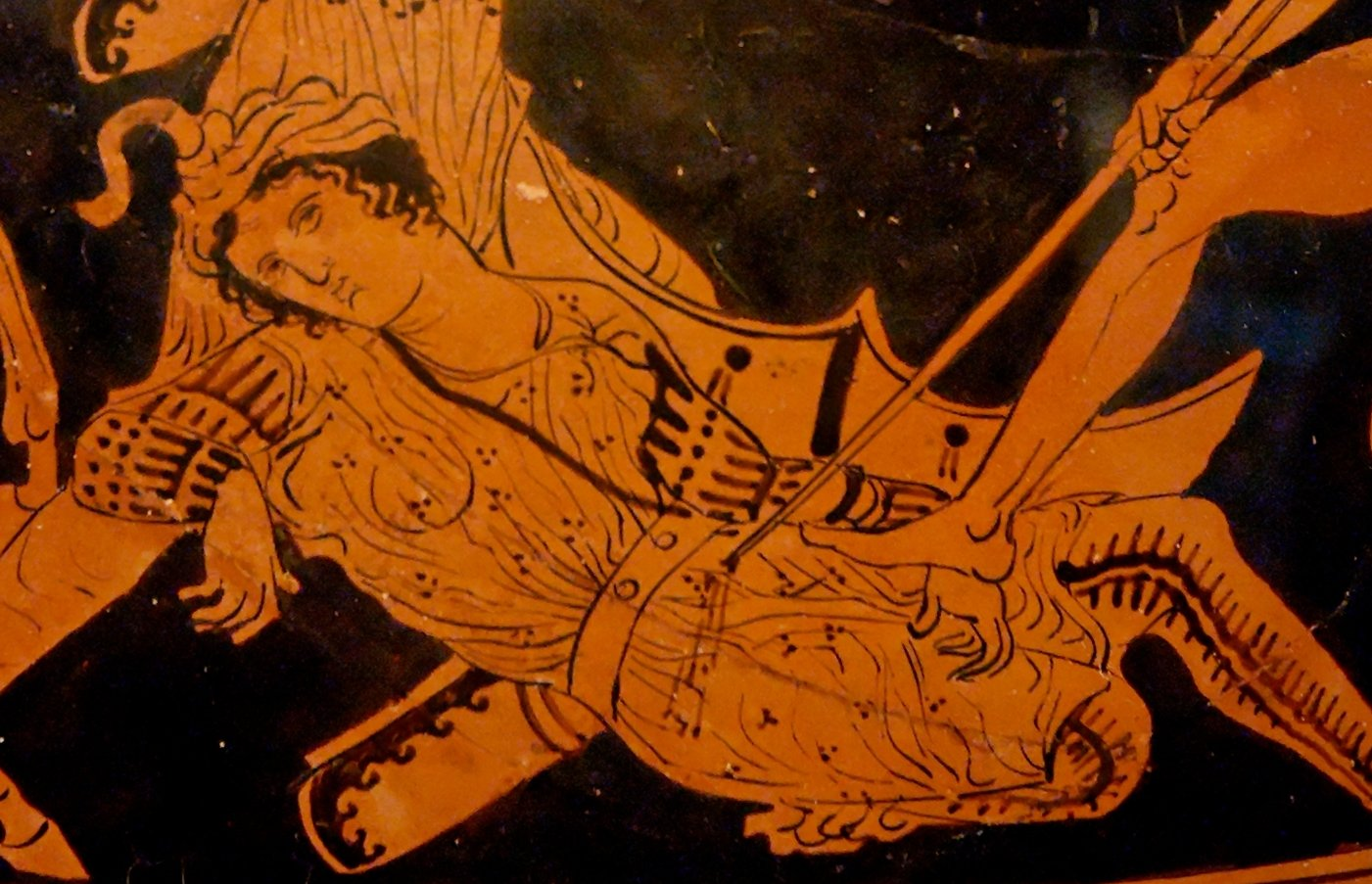
La mort de Sarpèdon a mans de Pàtrocle (ca. 400 aC).

Segons la mitologia grega, Sarpèdon (en grec antic Σαρπηδών), va ser un rei de Lícia, fill de Zeus i de Laodàmia, la filla de Bel·lerofont.
Va tenir un gran paper a la guerra de Troia com a aliat de Príam, durant l'atac al campament aqueu i l'assalt de la muralla. Va morir a mans de Pàtrocle.
Algunes tradicions fan coincidir aquest Sarpèdon amb el Sarpèdon fill d'Europa. Diodor estableix la seva genealogia de la següent manera. Sarpèdon, fill d'Europa, va anar a Lícia. Va tenir un fill anomenat Evandre, que es va casar amb la filla de Bel·lerofont, Deiamida (o Laodamia). D'aquest matrimoni va néixer aquest Sarpèdon, net del primer i que va participar en la guerra de Troia.